# Steinernes Haus (Spessart)

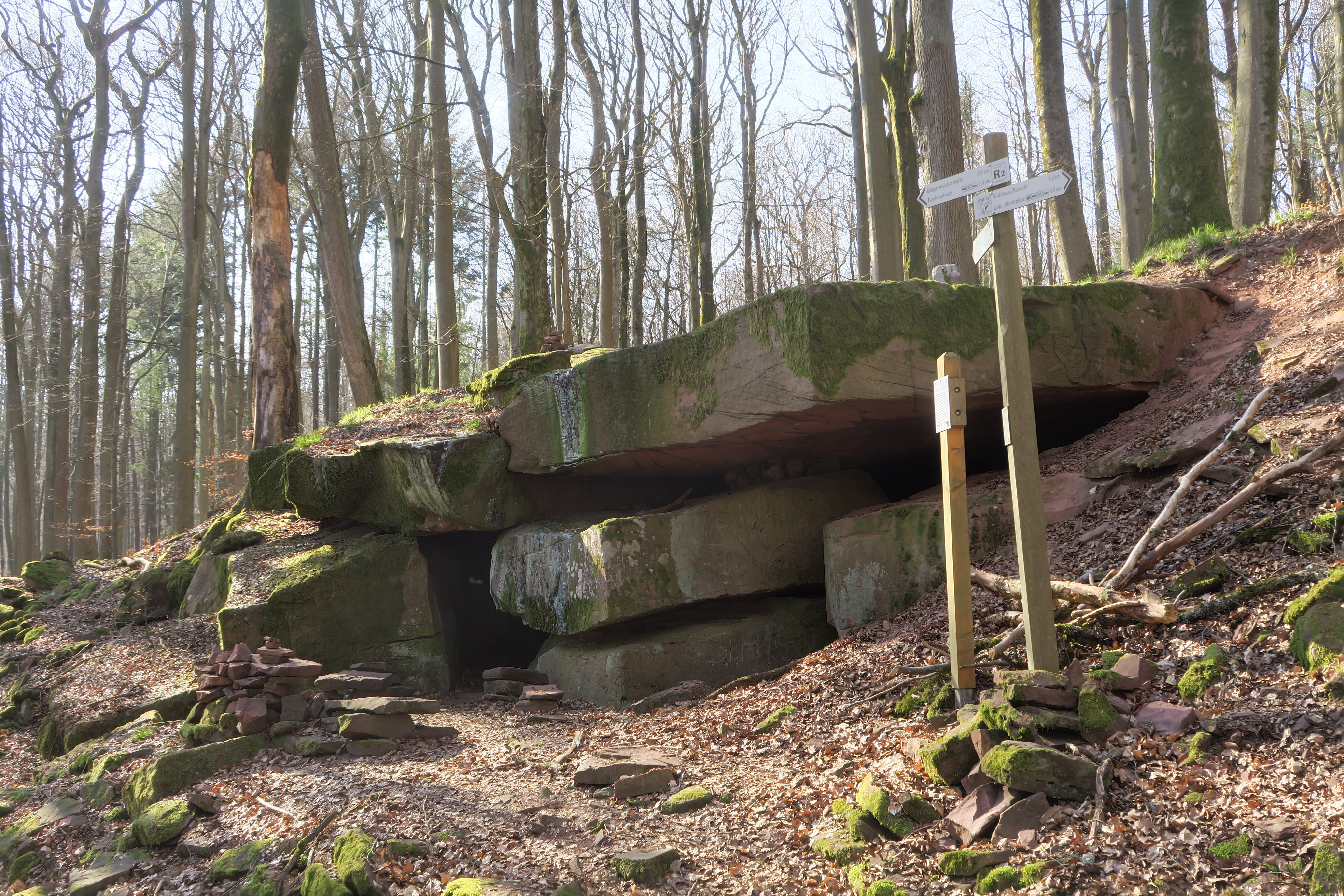
Steinernes Haus

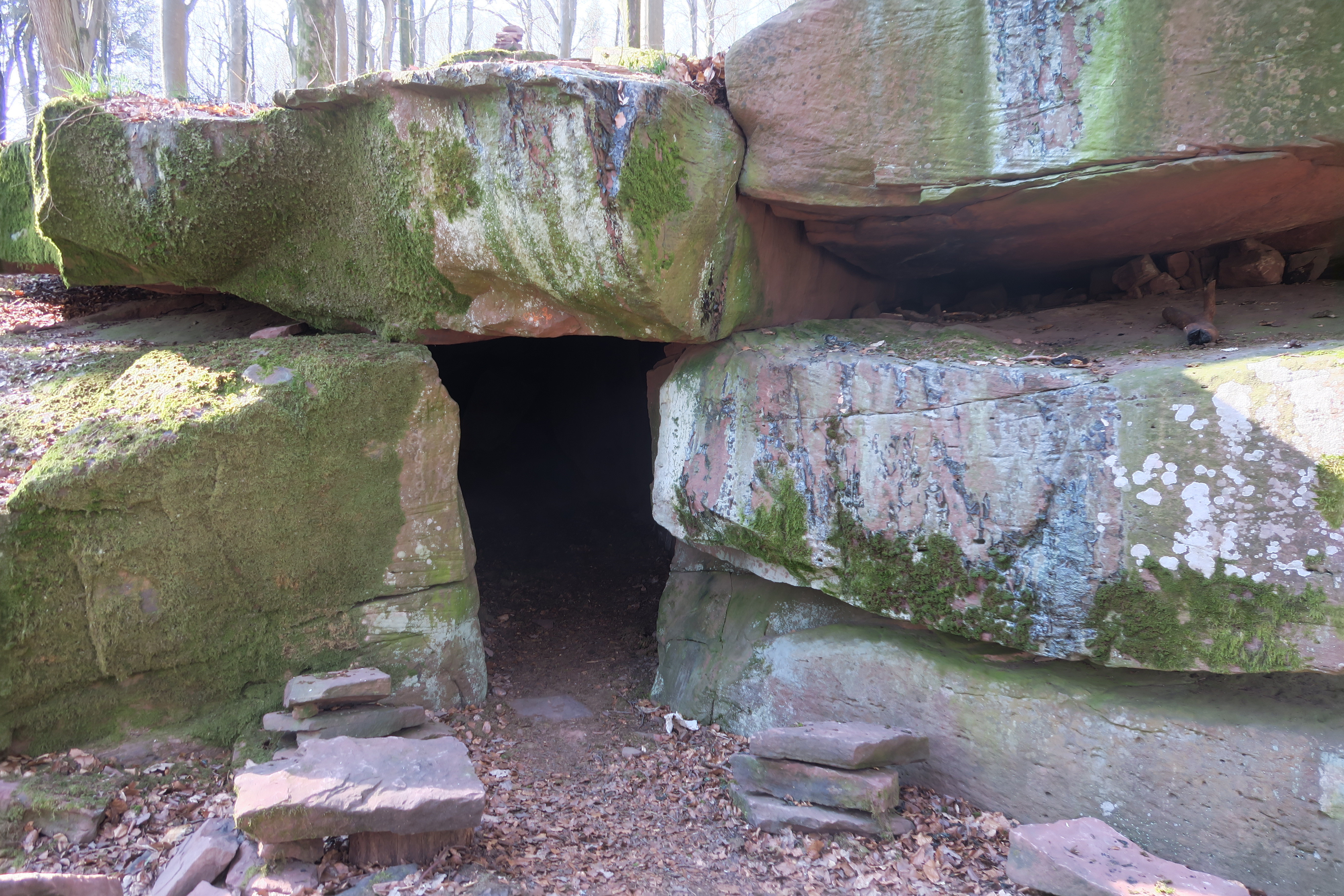
Eingang zum Steinernen Haus

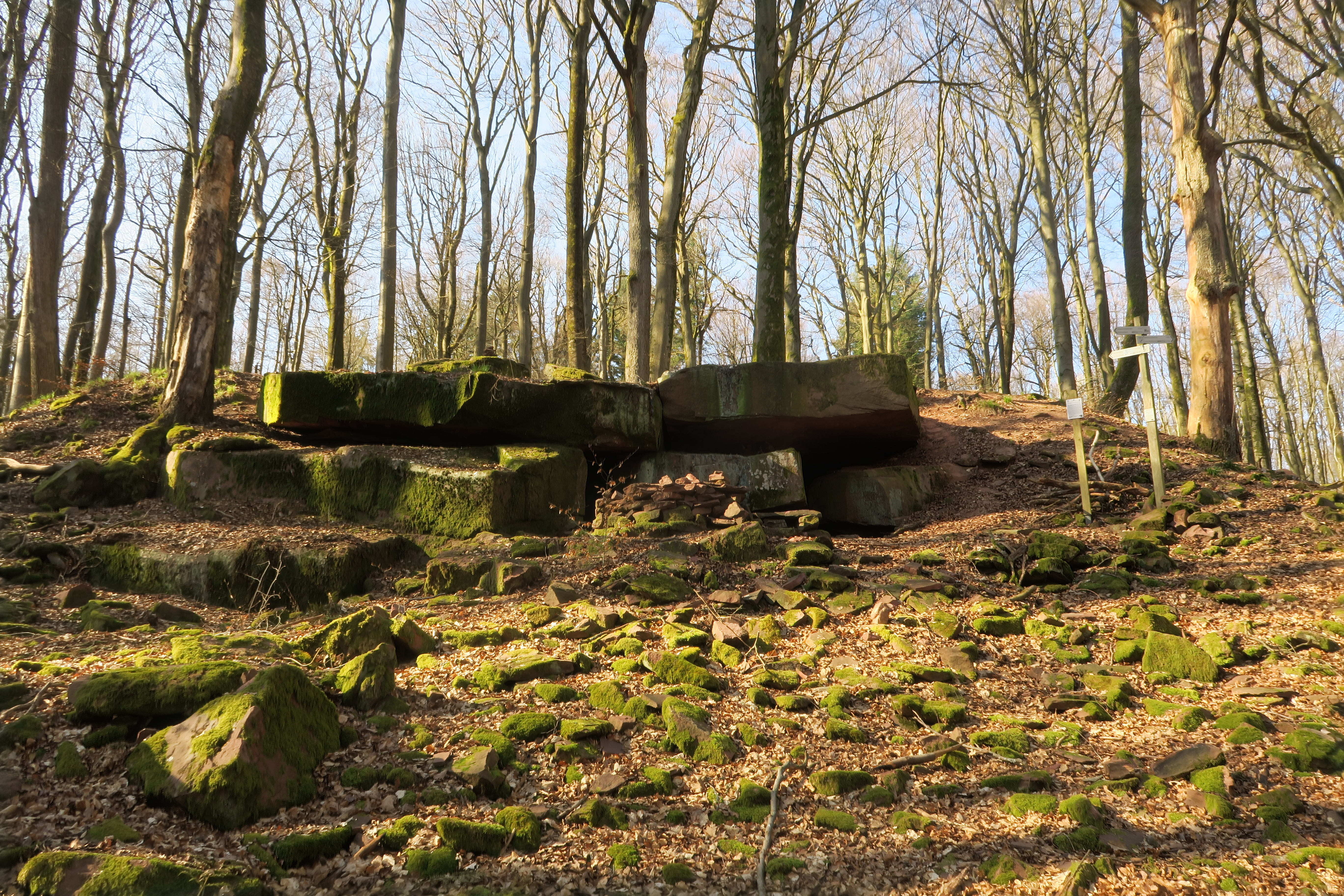
Steinernes Haus von Weitem

Das Steinerne Haus ist ein als Naturdenkmal ausgewiesener Sandsteinhohlraum bei Rechtenbach im östlichen Spessart.

## Beschreibung
Das Steinerne Haus befindet sich zwischen Rechtenbach und Lohr am Main am Rothenberg (456 m). Es liegt etwa drei Kilometer (Luftlinie 2,2 km) östlich von Rechtenbach auf der Gemarkung Rothenberg, einem ehemaligen gemeindefreien Gebiet.
Das Steinerne Haus diente Wald- und Steinbrucharbeitern als Unterstand und gelegentlich als Nachtquartier. Einritzungen reichen bis 1776 zurück. Es ist umstritten, ob es natürlichen oder künstlichen Ursprungs ist.
Der Sandsteinbruch ist vom Bayerischen Landesamt für Umwelt als wertvolles Geotop (Geotop-Nummer: 677G001) ausgewiesen.